# NGC 6282
NGC 6282 ist eine 14,4 mag helle Balkenspiralgalaxie vom Hubble-Typ SBbc im Sternbild Herkules. Sie ist schätzungsweise 478 Millionen Lichtjahre von der Milchstraße entfernt und hat einen Durchmesser von etwa 100.000 Lj.
Das Objekt wurde am 28. Juni 1864 von Albert Marth entdeckt.